# Вьельмюр-сюр-Агу (кантон)
Вьельмю́р-сюр-Агу́ (фр. Vielmur-sur-Agout, окс. Vièlhmur) — упразднённый кантон во Франции, находился в регионе Юг — Пиренеи, департамент Тарн. Входил в состав округа Кастр.
Код INSEE кантона — 8135. Всего в состав кантона Вьельмюр-сюр-Агу входили 7 коммун, из них главной коммуной являлась Вьельмюр-сюр-Агу.
Кантон был упразднён в марте 2015 года.

## Население
Население кантона на 2009 год составляло 6104 человека.
| 1962 | 1968 | 1975 | 1982 | 1990 | 1999 | 2009 |
| ---- | ---- | ---- | ---- | ---- | ---- | ---- |
| 3397 | 3647 | 3733 | 4048 | 4648 | 5116 | 6104 |

## Коммуны кантона
| Коммуна             | Население, чел. (2010) | Код INSEE | Почтовый индекс |
| ------------------- | ---------------------- | --------- | --------------- |
| Вьельмюр-сюр-Агу    | 1444                   | 81315     | 81570           |
| Гиталенс-Л’Альбаред | 816                    | 81132     | 81220           |
| Карб                | 177                    | 81058     | 81570           |
| Кюк                 | 479                    | 81075     | 81570           |
| Семалан             | 1979                   | 81281     | 81570           |
| Сервьес             | 597                    | 81286     | 81220           |
| Фрежевиль           | 661                    | 81098     | 81570           |